# Habitabilidade
Habitabilidade é o conjunto de condições que uma habitação (casa, apartamento, loja, indústria, etc.) necessita para ter a [[garantia] implícita de que possui condições para receber moradores humanos. Uma residência que cumpre é dita ser "habitável". É uma garantia implícita ou contrato, o que significa que não precisa ser um contrato expresso, convênio, ou  provisão de um contrato]]. Não houve garantia implícita de habitabilidade para inquilinos na common law e a doutrina legal desde então desenvolveu em muitas jurisdições através de leis e regulamentos de habitação.

## Condições de habitabilidade
Dentre as condições de habitabilidade das construções destinadas à ocupação humana, destacam-se:
- Conforto Térmico: Temperatura no interior da habitação, capaz de proporcionar bem estar. A temperatura é determinada pelo disposição das aberturas (janelas e portas), material que constituem as paredes e aparelhos instalados nos ambientes e que produzem calor. Temperaturas altas produzem nas pessoas sensções de preguiça, de letargia e diminuem a produtividade das pessoas.
- Umidade: O grau de umidade encontrada no interior da habitação. A disposição dos cômodos de uma casa, o material do qual são constituídas as paredes e pisos e também as condições climáticas da região onde a habitação está edificada tendem a acumular ou dissipar a humidade. Ambientes muito úmidos causam sensações desagradáveis, sufoco e sudorese.
- Ruído: O ruído é necessário ao ser humano. Um ambiente excessivamente silecioso causa sensações de insegurança e até de medo. Ao contrário, um ambiente ruidoso causa inquietação e nervosismo. Ruídos repetitivos, mesmo que não muito altos, causam também irritação.
- Ventilação:
  - Ar fresco: O corpo humano necessita de certa quantidade de oxigênio por hora para atender ao seu metabolismo. O ar ambiente, mesmo quando puro, não contém mais que 19% de oxigênio. O organismo animal tem a aptidão de retirar o oxigénio nestas condições. Quando essa taxa de oxigênio cai, o organismo força a respiração tornando-a ofegante. Durante o sono, o organismo necessita de cerca de 24 metros cúbicos por hora de ar renovado. Quartos onde há deficiência de renovação de ar, afeta a qualidade do sono.

- - Ventos Predominantes: Os ventos não sopram em qualquer direção. Em cada local, por fatores climáticos, topográficos e mesmo por prédios altos nas proximidades, os ventos tendem a soprar mais em determinada direção que chamamos de direção predominante.

- - Ventilação Permanente: Alguns ambientes devem oferecer condições para que a ventilação ocorra de forma natural e permanente. Lavanderias produzem muita humidade. Banheiros produzem muito vapor. Este vapor é carregado de particulas de pele produzidas quando esfregamos a pele durante o banho. Essas partículas de resto orgânico são alimentos para determinados microorganismos, resultando na instalação de colônias no teto. A cozinha também produz muito vapor quando se cozem os alimentos. Lavabos não são usados somente para se lavar as mãos como também para expelir os gases intestinais. Tais gases, ricos em metano, podem causar mal-estar.

- - Odores: Alguns cheiros produzem nas pessoas sensações agradáveis enquanto que outros são indesejados. Ao analisar a planta de uma residência, iremos notar que os ventos predominantes tendem a empurrar o ar do interior da casa para determinada direção. Caso a cozinha esteja posicionada a montante, o cheiro de frituras, por exemplo, será distribuído, por toda a casa.

- Iluminação: Cada tipo de trabalho exige certo grau de iluminação. Assim, quando realizamos trabalhos de minúcia, necessitamos de uma maior grau de iluminação. Ambientes com iluminação insuficiente para aquele tipo de trabalho, causam cansaço visual.
- Salubridade: Germes e bactérias existem aos milhões em qualquer ambiente. Os raios ultravioleta contidos na luz do sol têm um poder germicida e ajudam na profilaxia do local. Assim, locais de manuseio de alimentos como a cozinha devem ter uma janela onde incida a luz do sol por pelo menos 2 horas por dia. Quartos de dormir que não oferecem condições para o sol penetrar pela janela são, em geral, húmidos e frios e costumam provocar doenças respiratórias. Quartos de bebês e crianças pequenas devem ter janela e receber o sol por pelo menos 2 horas por dia.